# مكتبة أعمال المرأة ومؤسسة المركز العلمي

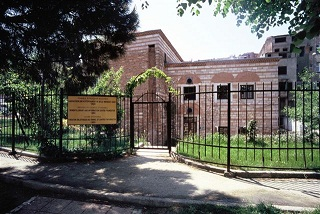

مكتبة أعمال المرأة ومؤسسة المركز العلمي: مؤسسة أنشأتها النساء في اسطنبول لعام 1989، وفي 1990، دخل في أنشطتها المكتبة وقسم المحفوظات. وحتي يومنا هذا وثقت أكثر من مليون مستند يخص النساء بكل مكان في تركيا. وتقع في حي الفنار باسطنبول، مقابل مرفأ السفن على الساحل.

## هدف المؤسسة
الاعتراف بتاريخ المرأة، وعرض المعلومات على باحثين بشكل منظم ومرتب، والاحتفاظ بالوثائق المكتوبة من أجل الأجيال القادمة. والتأكد من كتابة تاريخ المرأة.

## المكتبة المتعلقة بالمرأة ونبذة قصيرة عن قسم المحفوظات
منذ منتصف القرن التاسع عشر حتي بدايات القرن العشرين، فالنساء في المناطق المختلفة من جميع أنحاء العالم، تعيش في عالم معزول، دون إتاحة الفرصة الكاملة للتعرف علي الذكور، فإنهن يكن في موضع بعيد عن الانضمام لهذه الفرصة. في هذه الفترة، وإذا أظهرت بعض النساء دائماً نجاحها في تخطي هذه العوائق أو معارضة ضد هذه العوائق، فلا تستطيع المضي قدمًا دون حدوث الأحداث الفردية أو انعزال هذه الجهود. فالحركات التي شكلتها النساء والمجموعات والجمعيات الأوائل في أوروبا، و الولايات المتحدة الأمريكية، و الإمبراطورية العثمانية، وخصوصاً منذ بداية القرن التاسع عشر، حيث فكروا في حركة أكثر تكتلاً تدريجًا للنضال الموجه لهدم جدران القوة المحيطة بمنطقة النفوذ. وفي شكل مواز لبدء عملية هذا النضال المقرر، وفي نفس الوقت، قد بدأ جمع الكثير من الوثائق المكتوبة والمرئية، مثل؛ المنشورات، الاعلانات، الأخبار الراهنة، الصور، الخطابات، التقارير، والذكريات كونها مرتبطة بحركة البحث هذه عن الحق التي قُدمت بخصوص حقوق المرأة، فقاموا بجمع كل هذا تحت رعاية النساء الرائدات والمجموعات والجمعيات. وقد نبت فكر جديد أيضاً في وعي النساء، كونه مواز لحركة النضال هذه التي أعطيت في طريق الحقوق و المساواة: الحركات النسائية التي ظهرت بهدف تكوين شهادة للأجيال القادمة، الإشراف والحصول والحفاظ علي الوثائق والمحفوظات التي تبرهنها النضالات الحياتية للنساء في الماضي، هي مشكلة يجب أن يكون معالجتها علي النساء أنفسهن. وبهذه النقطة الكاملة، دخلت النساء إلي عملية تجميع وحفاظ علي الوثائق المتعلقة بالنساء، وتأسيس المكتبات والمحفوظات المرتبطة بهذا الموضوع. وبهذا الشكل تم تأسيس المكتبة وقسم المحفوظات، وحدث ذلك في ثلاث فترات مختلفة أساسية، وهم؛ أولها، حركة السوفرجت التي كانت في الربع الأول من القرن العشرين (نضال المرأة من أجل الحق في التصويت). ثانيها، الحركة النسائية الثانية في أعوام 1970. أما الثالثة، في أعوام 1980، هي فترة مبادرات ترعاها الدولة في اتجاه تأسيس الحركات النسائية. وشكلت المكتبات القسم المحفوظات المشار إليها، ذاكرة النساء والحركات النسائية، واتسعت موازية لتنمية «الوعي النسائي». ولهذه المكتبات كان يوجد أكثر من وظيفة مهمة أخرى: تعجب وايجاد الوثائق المرتبطة بالمرأة التي تحافظ عليها المكتبات وأقسام المحفوظات الأخرى. فإن المكتبات النسائية، بهذه الأساليب تحول امرأة «غير مرئية» إلي «مرئية» مبتكرة معلومة مرتبطة بمادة المصدر. وتوثيق تاريخ المرأة، يوضح مكتبات المرأة وبالتبعية متطلب تقديم مواد خاصة غير موجودة غالباً في المكتبات بشكل عام، كونها مرتبطة بحياة وتجارب النساء. ومشاكل وتواريخ النساء، لا تؤخذ في الاعتبار أبداً وتقريباً في المكتبات التقليدية أو الأكاديمية. وبالتالي تم إزالة هذه الظروف التي تزيد عدم المساواة التي تشعر بها المرأة، بتصنيفات عنوانها موضوع خاص ووثائق "عن المرأة".

## إنشاءالمؤسسة ومجموعاتها
بدأت قصة إنشاء المؤسسة لأول مرة في عام 1985، بتخطيط أحد مؤسسيها. وفي الوقت الذي كان هذا المخطط الذي يبدو كحلم، بعيد إلي حد ما عن مشروع جدي، قد تحول إلي مشروع حقيقي فكرة إمكانية تحقيقه، بانضمام المؤسس الثاني في عام 1988، وبعد ذلك عندما اجتمع المؤسس الثالث معهم. ومكتبة المؤسسة التي أُسست في شهر ديسمبر لعام 1989 بشكل قانوني، وفي 14 أبريل لعام 1990، خصصت لها بلدية بيوكشهير في اسطنبول، حي الفنار علي القرن الذهبي، وتم افتتاحها في المبني التاريخي المُستخم أيضاً هذا اليوم. بدأت جالا باصال، فوسون أكاتلي، أصلي دواز، شيرين تكالي، وفوسون ياراش العضوات المؤسسات الأعمال التي استمرت منذ عام 1989، لمؤسسة المركز العلمي ومكتبة أعمال المرأة التي تكون منظمة تمتلك مليون وثيقة عن المرأة يقارب تاريخها الربع قرن. ومنذ عام 2011، يوجد في المكتبة التي بدأت بالعمل ب100 كتاب كانوا في رفوفها عند افتتاحها، يوجد الآن وثائق مهمة للغاية في مجموعات الأسطوانات المدجمة والشرائط الناطقة والفنانات، ومجموعة الكاتبات النساء والتاريخ الشفهي والأرشيف الخاص ومئات الوثائق المرتبطة بجمعيات النساء التي في تركيا، وعشرات الآلاف من القصاصات، وأكثر من 4000 مقالة، وأكثر من 500 أطروحة، وما يقارب 400 طبعة دورية، وحوالي 11 ألف و500 كتاب. ومنذ إنشائها من أجل خدمات المعلومات والوثائق التي واصلتها دون انقطاع لمدة 22 عاماً، تستمر حت هذا اليوم بالدعم الذي يقدمه متبرعي ومتطوعي بلدية بيوكشهير في إسطنبول. ومنذ عام 2010، تشتمل علي مليون وثيقة تتعلق بالمرأة.

## مؤسسات المؤسسة
الأستاذة.الدكتورة/جالا بايصال، الأستاذ المساعد.الدكتورة/فوسون أكاتلي، أصلي دواز، الأستاذ المساعد.الدكتورة/شيرين تكالي، فوسون ياراش، والمستشار القانوني روحسار أرتن، والمستشار المالي إمران سيباحي.

## أعضاء الجمعية العامة
زينب ألطي أوك، فيليز أغين، الأستاذة.الدكتورة/ياشيم أرات، المحامية سلمي أطابك، نارينتش أطامن، عائشة جول أرديتش، الأستاذ المساعد.الدكتورة/إيشيل باش، كوميليا بايفرتيان، الأستاذ المساعد.الدكتورة/فاطمة جول بركتاي، أصلي دواز، الأستاذ المساعد.الدكتورة/طوبا كاراتابا، الأستاذ المساعد.الدكتورة/نظان أركمان، المحامية هوليا جولبهار، الأستاذ المساعد.الدكتورة/فردوس جوموش أوغلو، أمل حقجودر، الأستاذ المساعد.الدكتورة/سلهان ضافجي جيل أندرس، نوال سفيندي، إمران سيباحي، الأستاذ المساعد.الدكتورة/أينور صويضان أيدمير، الأستاذ المساعد.الدكتورة/ماري لو أونيل شيمشك، شايدا تالو، سنماز تنر، توليم تانكوت، شيرين تكالي، الأستاذة.الدكتورة/زهرة توسكا، المحامية مريم توران، الأستاذ المساعد.الدكتورة/سفجي أوتشان تشابوكتشو.

## وصلات خارجية
-http://www.kadineserleri.org/